# Emperor (EP)
Emperor je prvi EP istoimenog norveškog black metal-sastava. EP je objavljen u svibnju 1993. godine, a objavila ga je diskografska kuća Candlelight Records.

## O albumu
Ovo je prvi album sastava s bubnjarom Bårdom Eithunom. Album je snimljen u prosincu 1992. u studiju S. Objavljen je u svibnju kasnije godine te u lipnju su se ove pjesme također pojavile na split albumu sa skupinom Enslaved. Na albumu su se pojavile dvije nove pjesme i dvije ponovno snimljenr skladbe iz demoalbuma Wrath of the Tyrant. 
Godine 1998. album je objavljen na kompilaciji s albumom Wrath of the Tyrant.

## Popis pjesama
Tekstovi: Mortiis, glazba: Ihsahn i Samoth.
| 1. | »I Am the Black Wizards« | 6.24 |
| 2. | »Wrath of the Tyrant«    | 4:15 |

| Druga strana | Druga strana                            | Druga strana | Druga strana | Druga strana | Druga strana | Druga strana | Druga strana | Druga strana | Druga strana |
| Br.          | Skladba                                 | Trajanje     |              |              |              |              |              |              |              |
| ------------ | --------------------------------------- | ------------ | ------------ | ------------ | ------------ | ------------ | ------------ | ------------ | ------------ |
| 3.           | »Night of the Graveless Souls«          | 3:14         |              |              |              |              |              |              |              |
| 4.           | »Cosmic Keys to My Creations and Times« | 6:22         |              |              |              |              |              |              |              |
| 20:15        |                                         |              |              |              |              |              |              |              |              |

## Zasluge
| Emperor - Ihsahn — vokali, gitara, klavijature - Samoth — gitara - Mortiis — bas-gitara - Faust — bubnjevi | Ostalo osoblje - Christophe Szpajdel — logotip |